# Steinberg (Hildesheim)
Der Steinberg ist ein bis zu 141 m hoher und bewaldeter Bergrücken im Südwesten der Stadt Hildesheim, der seit dem Ende des 19. Jahrhunderts als Naherholungsgebiet dient.

## Lage und Größe
Der Steinberg erhebt sich zwischen den Stadtteilen Weststadt und Ochtersum im Osten sowie Neuhof und der Walquellensiedlung im Westen. Er ist auf allen Seiten von Hildesheimer Stadtgebiet umschlossen. Seine größte Ostwestausdehnung beträgt rund 500 m, während er von Norden nach Süden etwa 2,5 km lang ist. An seiner Westseite fließt der Trillkebach.

## Geologie
Der Kammbereich Steinbergs wird aus Sandsteinen des Oberen Keuper aufgebaut, der nach Westen abfallende Hang besteht aus Ton- und Mergelsteinen des Mittleren Keuper, der Osthang wird aus Tonsteinen des Unterjura gebildet.

## Geschichte
Die erste namentliche Erwähnung des Steinberges stammt aus dem Jahre 1268. Im Mittelalter war der Steinberg ein kahler Höhenzug, der als Viehweide und als Steinbruch diente, hier wurde Sandstein gebrochen. Zeitweise pflanzte man hier auch Hopfen und Wein an. Der Steinbruch, aus dem die Steine für das 1268 erbaute Hildesheimer Rathaus entnommen wurden, wurde früher Jakobskuhle genannt und ist noch heute als länglicher, tiefer Einschnitt zwischen den Bäumen zu sehen. 1380 wurde auf dem Steinberg – wie auch auf dem gegenüber gelegenen Galgenberg – im Zusammenhang mit der Landwehr ein Wachturm erbaut.
Im Mittelalter lag am nördlichen Rand des Steinberges in dem Bereich, wo sich heute das Trillkegut befindet, das Dorf Lotingessem, das später zu einer Wüstung wurde.
Am Ostabhang des Steinberges wurde ab dem 18. Jahrhundert Ton abgebaut, und in den 1850er Jahren gründete man am heutigen Ulmenweg eine Ziegelei, die bis Ende der 1950er Jahre in Betrieb war.
In den Jahren 1853 und 1856 wurden auf dem Steinberg vor tausendfachem Publikum Hinrichtungen vollzogen.
1862 wurde die Stadt Hildesheim Eigentümerin des gesamten Steinberges. Um ein Naherholungsgebiet für die wachsende Bevölkerung Hildesheims zu schaffen, wurde der Steinberg 1862–66 aufgeforstet. Die Leitung der Bepflanzungarbeiten lag in den Händen des Diekhholzener Oberförsters August Brauns (1815–99). Ihm wurde 1905 durch den Verschönerungsverein am Hauptweg des Steinberges ein Denkmal gesetzt. Für die Fortsetzung der unter Brauns begonnenen Arbeiten sorgte von 1884 bis 1914 Forstverwalter Friedrich Achilles (1845–1919), dem ebenfalls im Steinberg ein Denkmal gesetzt wurde.
Seit dem Ende des 19. Jahrhunderts entwickelte sich der Steinberg zu einem beliebten Ausflugsziel. 1899 wurde das heute noch bestehende Restaurant erbaut. Der erste Pächter mit Namen Söhlemann hatte vorher den Beruf des Kupferschmiedes ausgeübt, so dass sich im Volksmund für das Restaurant schnell der Name „Kupferschmiede“ einbürgerte.
Im Zweiten Weltkrieg fielen am 26. November 1944 einige Bomben am Ostabhang des Steinberges in der Nähe der Ziegelei, wobei jedoch keine nennenswerten Schäden entstanden.
In den 1960er Jahren wurden ein Forstlehrpfad sowie das heute noch bestehende Wildgatter mit dem Waldmuseum angelegt.

## Der Steinberg heute
Auch heute noch ist der Steinberg ein beliebtes Naherholungsgebiet der Stadt Hildesheim. Mit den Stadtbussen ist er leicht zu erreichen, die Haltestellen „Waldquelle“ und „Theodor-Bötel-Weg“ befinden sich unmittelbar am Wald.
Von der Bushaltestelle „Waldquelle“ der Linien 3 und 4, die sich einer Höhe von 82 m ü. d. M. befindet, führt ein breiter Wanderweg bergauf zum Restaurant „Kupferschmiede“. An diesem Weg wurde 1905 vom Verschönerungsverein ein Findling auf einem Sockel als Denkmal zur Erinnerung an August Brauns, unter dessen Leitung der Steinberg ab 1862 bewaldet wurde, aufgestellt. Ein weiterer Findling ist zum Gedächtnis an Friedrich Achilles in einem kleinen Hain aus Eiben unweit südlich des Restaurants zu sehen.
Der Steinberg wurde hauptsächlich mit Laubbäumen bepflanzt, in erster Linie mit Buchen und Ahorn. An einigen Stellen wurden auch Gruppen von Eiben gepflanzt. In der Nähe des Restaurants werden Fauna und Flora des Steinberges in einem kleinen Waldmuseum erläutert. In den Gehegen und Käfigen des  Wildgatters werden einheimische Tiere gehalten.
Ein Netz von Wanderwegen durchzieht den Steinberg. Am südwestlichen Waldrand ist das 1914 im Heimatstil erbaute Forsthaus zu sehen. Nicht weit davon bietet sich vom Amelungsblick aus eine schöne Aussicht auf die Hildesheimer Stadtteile Neuhof und Marienrode.

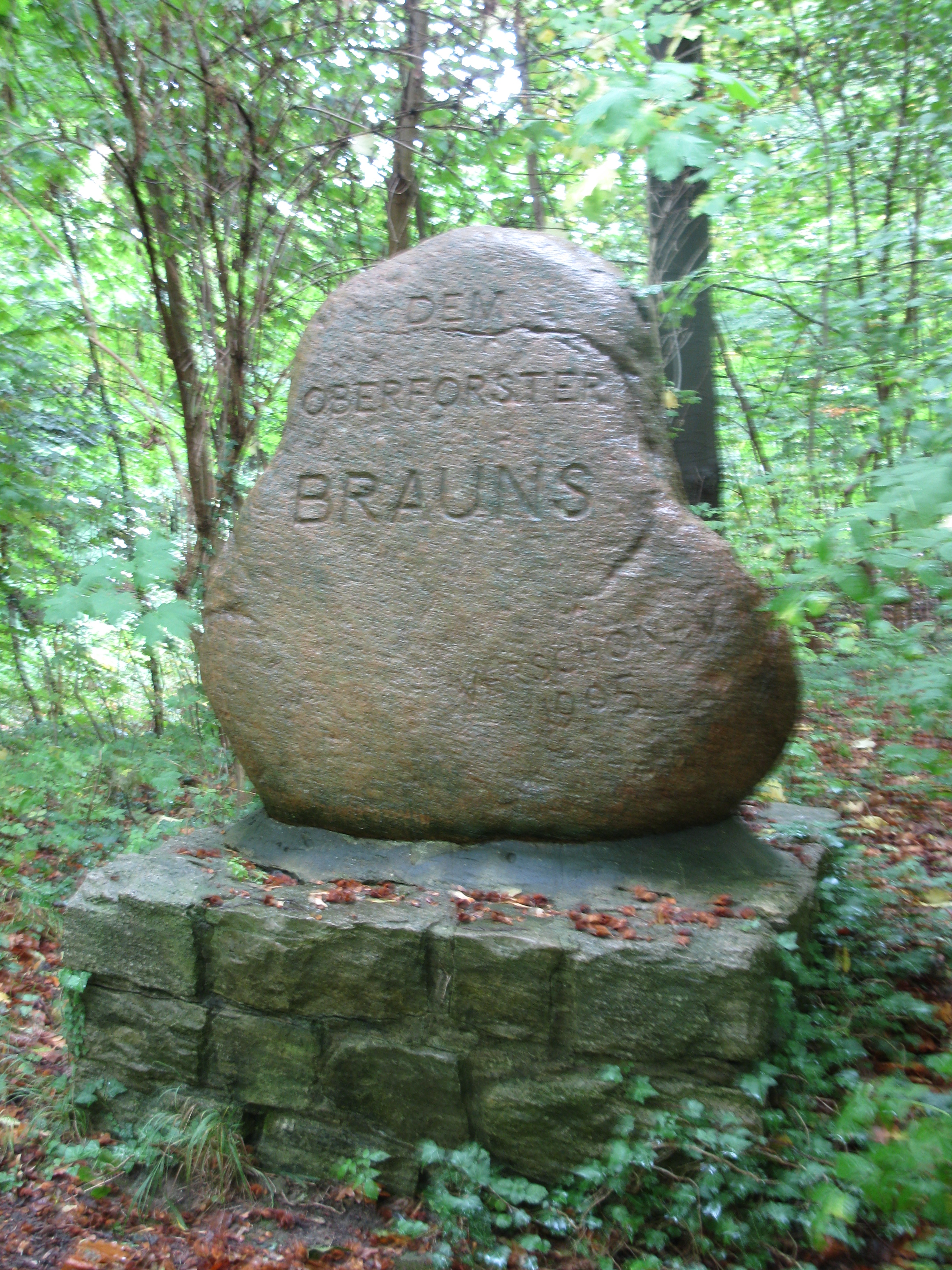
Gedenkstein für August Brauns
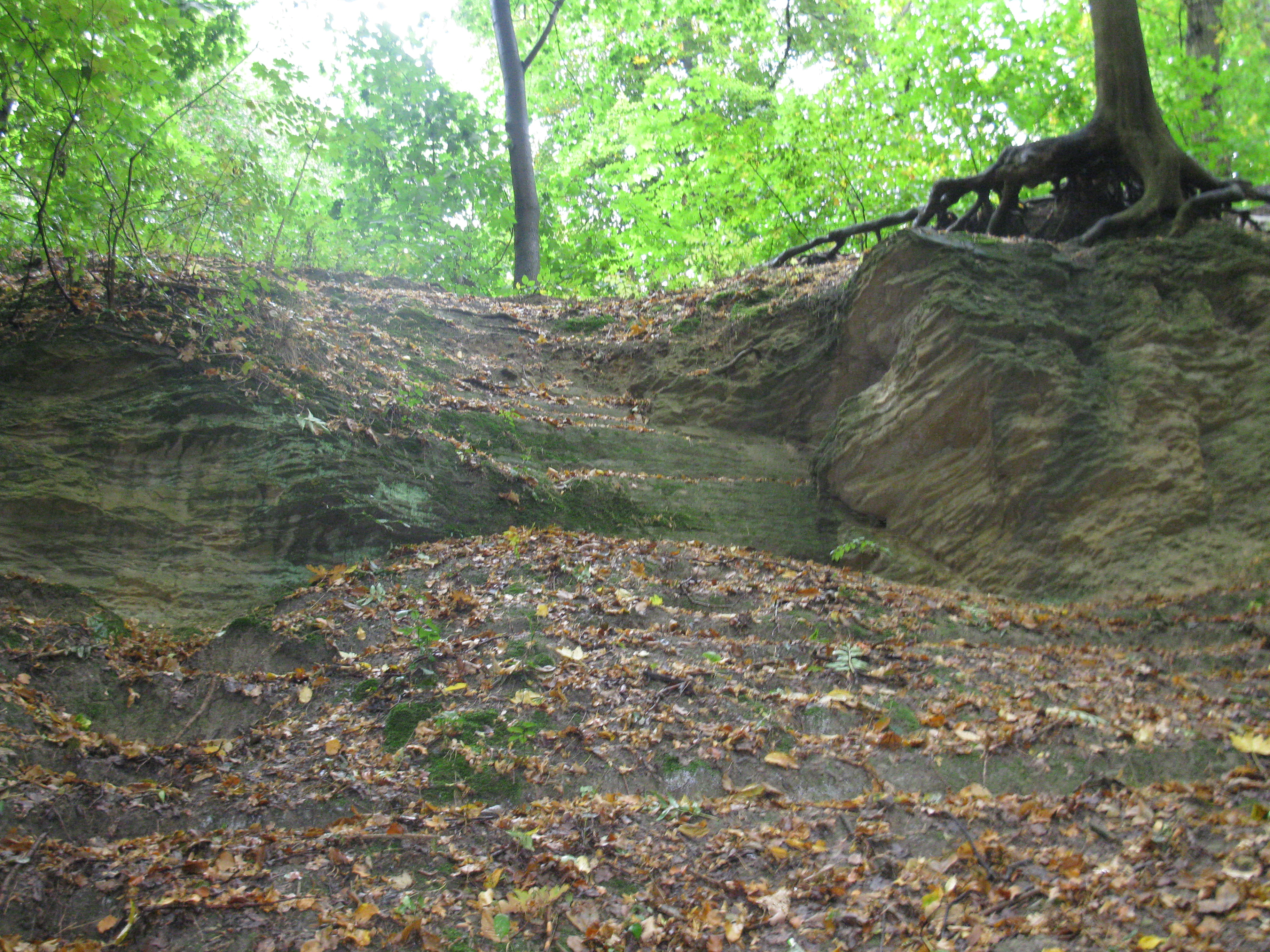
Jakobskuhle, ehem. Steinbruch: von hier stammt der Sandstein des Hildesheimer Rathauses
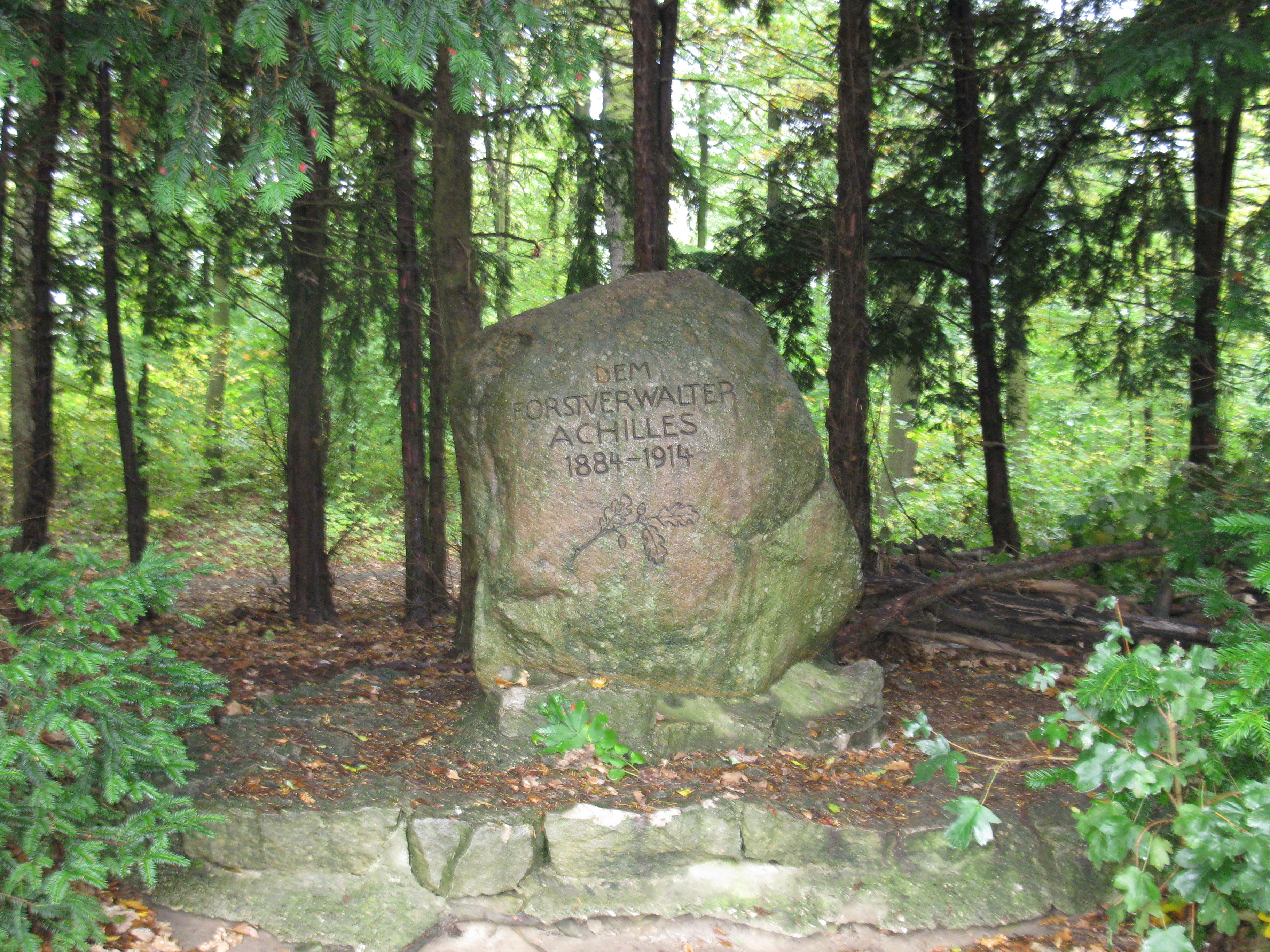
Gedenkstein für Friedrich Achilles
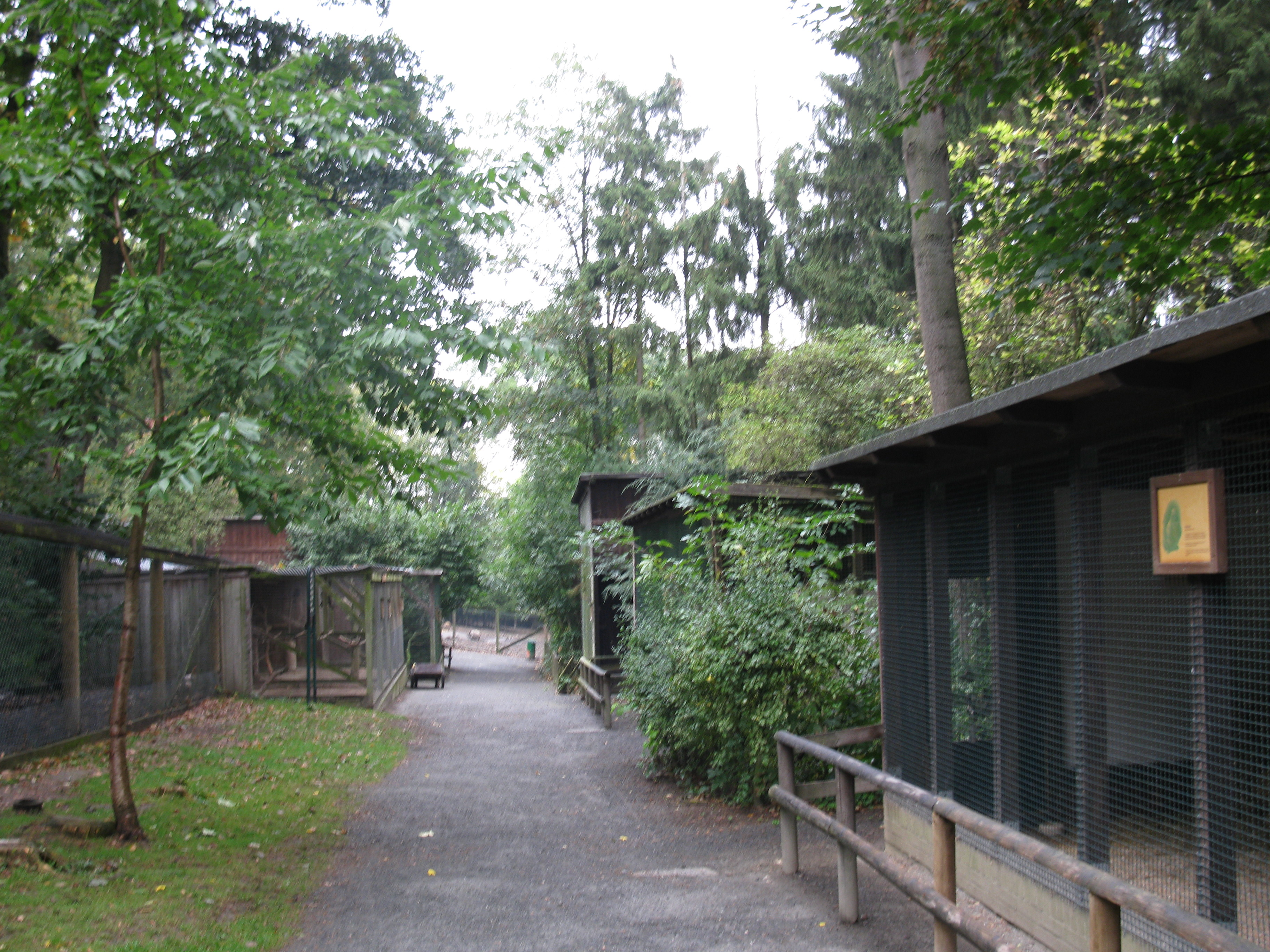
Wildgatter
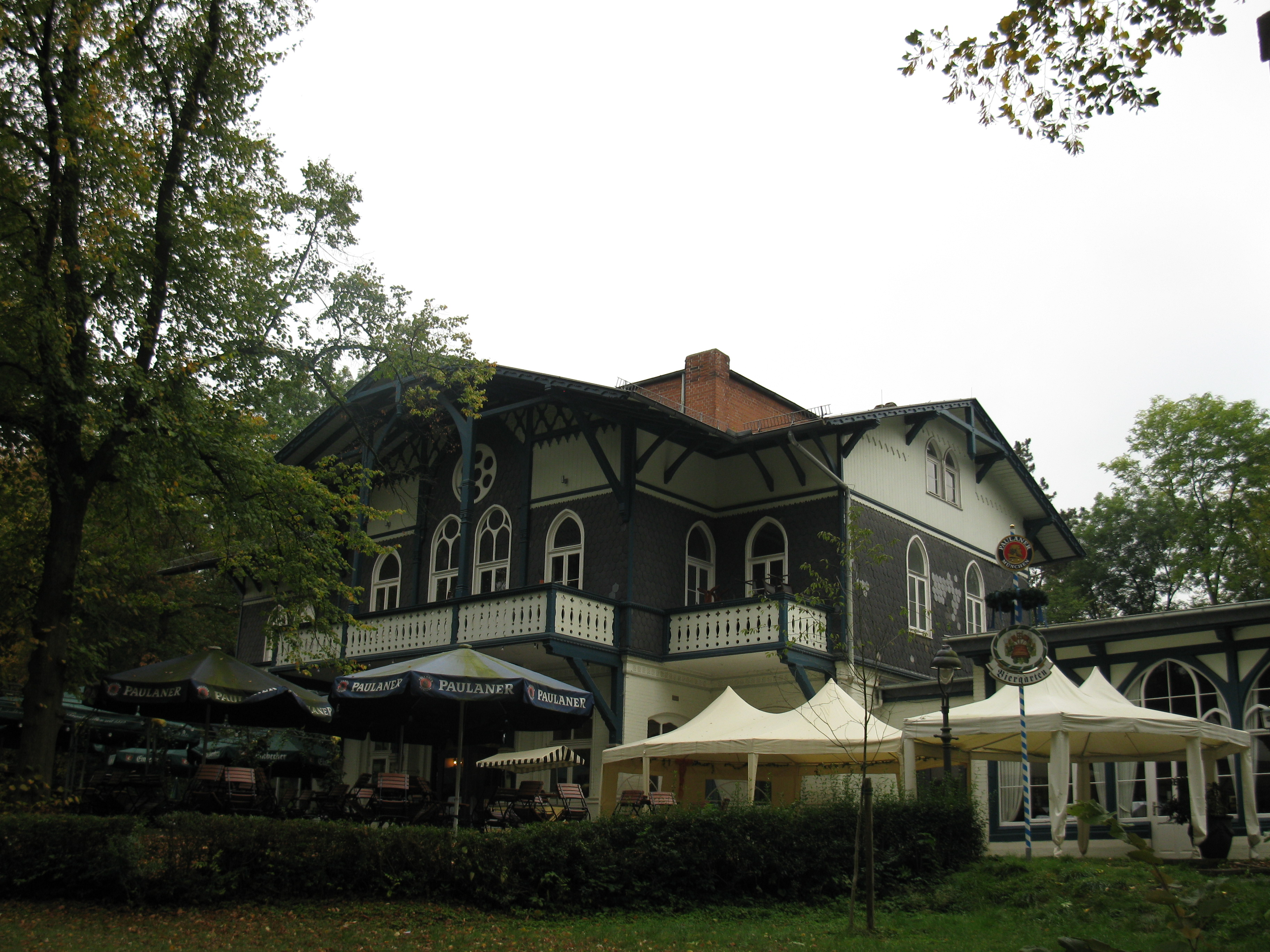
Restaurant Kupferschmiede
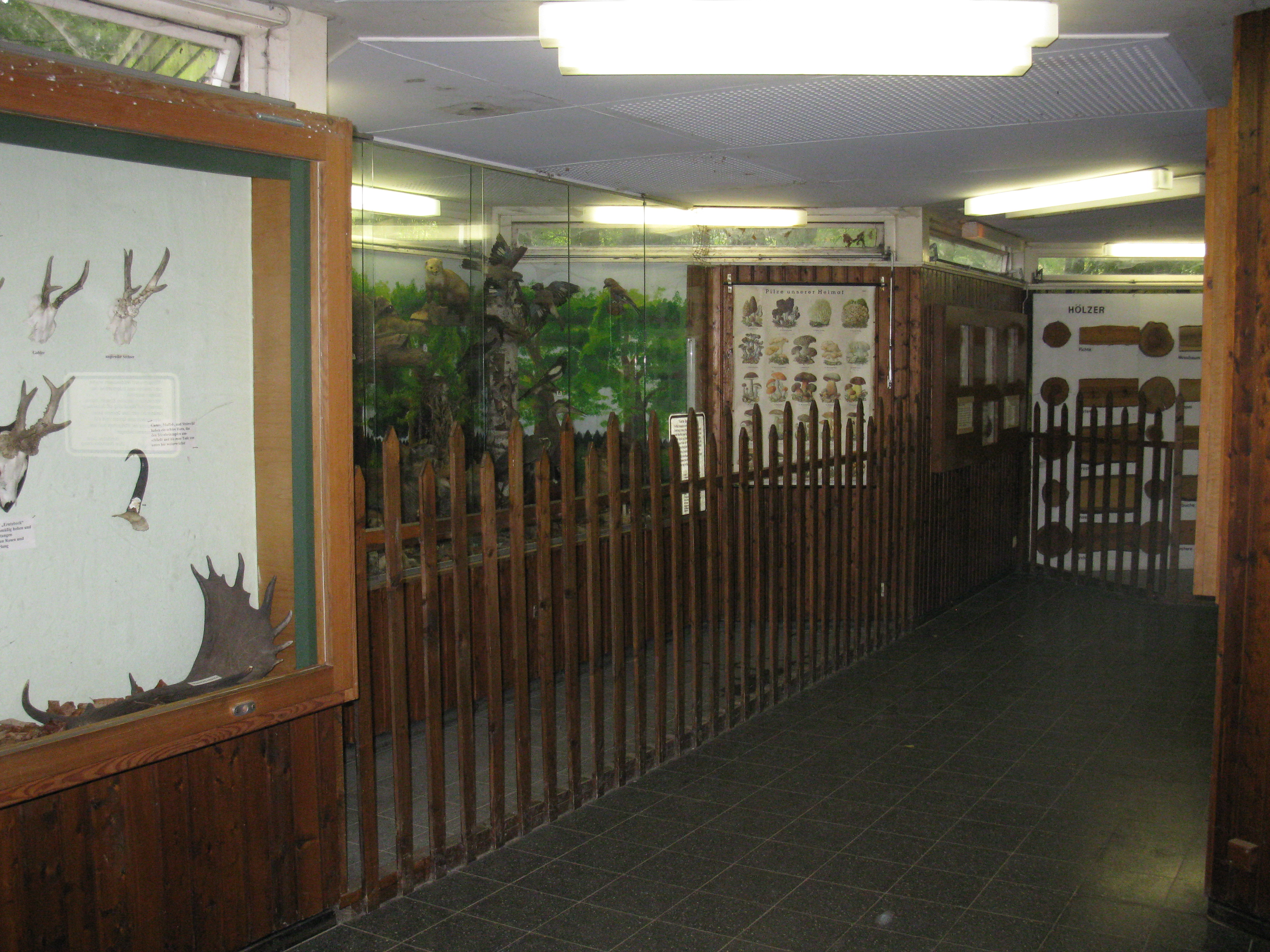
Waldmuseum